# Aum
Aum ali om je najsvetejši glas in najbolj bistven znak hinduizma, vzet iz Plesa s Šivo, ki predstavlja prvo prikazovanje nevidnega brahmana. 